# گوشه محسن ابن علی
گوشه محسن ابن علی یا به اختصار گوشه، روستایی است  از توابع شهرستان بروجرد در استان لرستان. این روستا در دهستان شیروان در بخش مرکزی این شهرستان قرار دارد. یک زیارت‌گاه تاریخی به نام امامزاده محسن ابن علی در این روستا قرار دارد که زائران زیادی دارد.

## جمعیت
بنابر سرشماری مرکز آمار ایران، جمعیت این روستا در سال ۱۳۸۵، برابر با ۱۰۷۶ نفر بوده‌است که از این میان ۵۷۴ نفر مرد و بقیه زن بوده‌اند. گوشه محسن ابن علی ۲۶۷ خانوار جمعیت دارد.